# 팔괘장

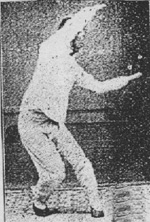
팔괘권학 삽입 그림

팔괘장(八卦掌)은 중국 무술 중의 하나이다.

## 개요
태극권, 형의권과 함께 내가권의 대표격으로 여겨지는 중국 무술이다. 그 이름과 같이 팔괘에 근거한 기술 이론으로, 일반적인 유파와 달리 주먹보다 손바닥을 많이 사용하는 점, 언뜻 보면 무용과 같이 보이는 동작이 특징이다.
기본보형 '파보(擺歩)', '구보(扣歩)', '창니보(趟泥歩)'를 이용하여 원둘레를 걷는 '주권(走圏)'을 기본으로 하여, 여러 가지 보법을 습득하는 것이 중시되고 있다. 투로(套路)의 내용은 문파에 따라서 다르지만, 8종류의 기본적인 투로에 시작해 여러 가지 투로·대련을 배우고 그것들을 조합해가며 습득해 간다. 창, 도, 검, 고 등 여러 가지 무기를 활용하는 방법도 있다.
청나라 후기(19세기 초), 자금성의 내시인 동해천(董海川)에 의해서 창시되었다고 여겨지고 있으며, 팔괘장이라고 하는 명칭은 후세에 붙여진 것이라고 생각되고 있다. 제자의 특성에 맞게 무술을 전수하여 윤복(尹福)에게 전수된 윤파 팔괘장, 정정화(程廷华)에게 전수된 정파 팔괘장을 비롯하여 여러 문파가 존재한다.
- 피정타사(避正打斜):정면을 피하고 측면을 친다.
- 이동제정(以動制靜):변화로 정체됨을 이긴다.
- 이정구사(以正驅斜):굳건함으로 상대의 빈틈을 노린다.
- 행주여룡(行走如龍):용처럼 움직이고,
- 회전약후(回轉若猴):원숭이처럼 돌며,
- 환세사응(換勢似鷹):매처럼 움직이며
- 침약호좌(沈若虎坐):주저앉기를 호랑이처럼 한다.

## 같이 보기
- 마유기
- 류보정